# بل ۴۰۷
بالگرد بل ۴۰۷ یک بالگردِ چهار پره، تک موتور و بالگرد چندمنظوره و بیشتر با کارایی شهری است. این بالگرد از بل ۲۰۶ مشتق شده‌است.

## طراحی و ساخت
در سال ۱۹۹۳، بل شروع به توسعه گونه‌ای تازه و سبک از بالگرد و به عنوانِ جایگزینی برای مجموعه مدل ۲۰۶ خود کرد. این برنامه منجر به ساخته شدنِ مدلِ ۴۰۷ شد.